# Харьковский (Зимовниковский район)
Харьковский — хутор в Зимовниковском районе Ростовской области. Входит в состав Кутейниковского сельского поселения.
Основан в 1924 году
Население - 471 (2010)

## География
Хутор расположен на западе Зимовниковского района в пределах Ергенинской возвышенности (Сальско-Манычская гряда), являющейся частью Восточно-Европейской равнины, на левом берегу реки Двойная, в устье балки Харсала. Рельеф местности холмисто-равнинный. Высота центра населённого центра над уровнем моря - 44 м.
По автомобильной дороге расстояние до Ростова-на-Дону составляет 260 км, до районного центра посёлка Зимовники - 41 км, до административного центра сельского поселения станицы Кутейниковской - 22 км.

### Улицы
| - ул. Западная - ул. Крайняя - ул. Набережная - ул. Раздольная - ул. Степная - ул. Школьная - ул. Шолохова | - пер. Клубный - пер. Прибрежный - пер. Центральный |

## История
Основан в 1924 году как поселение сельхозартели "Трудовой Крестьянин". Согласно первой Всесоюзной переписи населения 1926 года население сельхозартели "Трудовой Крестьянин" составило 289 человек, из них белорусов - 121, великороссов - 105, украинцев - 63.
В 1929 году в хуторе организован колхоз "Коммуна "Общий труд". В том же году был образован Труд-Крестьянский сельсовет, включённый в состав Калмыцкого района Сальского округа (округ ликвидирован в 1930 году) Северо-Кавказского края (с 1934 года - Азово-Черноморского края, с 1937 года - Ростовской области). В марте 1944 года калмыцкое население было депортировано, Калмыцкий район ликвидирован, сельсовет включен в состав Зимовниковского района.
В 1953 году на базе хозяйств хуторов Харьковский, Трудовой, Зюнгар и Красная Степь был основан укрупнённый колхоз "Харьковский". В 1956 году из ссылки стали возвращаться семьи кулаков и калмыки, однако калмыцкое население вселилось на территорию Калмыцкой автономии и поэтому в Зимовниковском районе оно отсутствует. В том же году колхоз "Харьковский" вошёл в состав колхоза имени XX съезда КПСС, а Труд-Крестьянский сельсовет был присоединён к Кутейниковскому сельскому совету.

## Население
Динамика численности населения
| 1926 | 2002 |
| ---- | ---- |
| 289  | 497  |

| 2010 |
| ---- |
| 471  |